# Running Free
〈Running Free〉는 영국의 헤비 메탈 밴드 아이언 메이든의 데뷔 싱글로 1980년 2월 8일 7인치 45 rpm의 바이닐 레코드 포맷으로 발매되었다. 그것은 스티브 해리스와 폴 디애노에 의해 쓰여졌다. 이 곡은 밴드의 데뷔 음반 《Iron Maiden》에서 세 번째 트랙으로 등장한다. 1985년 라이브 버전은 《Live After Death》(이 밴드의 12번째 싱글)의 첫 번째 싱글로 발매되었다. 1990년에 오리지널 싱글은 《The First Ten Years》 박스의 일부로 CD와 12인치 바이닐로 재발매되었고, 밴드의 다음 싱글 〈Sanctuary〉와 결합되었다. 1985년 라이브 싱글은 1985년 〈Run to the Hills〉와 함께 이 박스 세트의 일부로 발매되었다.

## 배경
이 노래의 가사를 쓴 보컬리스트 폴 디애노에 따르면, 이 노래는 "물론 LA 감옥에서 밤을 보낸 적은 없지만, 매우 자전적인 노래이다. 16살이 되는 것에 대한 이야기인데, 말했듯이, 그냥 날뛰고 자유롭게 뛰어다닌다. 스킨헤드로서 살아온 것이다."라고 말했다. 이 곡은 믹 월이 "펑크 메탈 절정기에서의 아이언 메이든"라고 묘사한 밴드의 전통적인 록 넘버 중 하나로 알려져 있으며, 오늘날까지도 라이브로 공연되고 있다.
이 싱글의 커버 아트는 아이언 메이든의 마스코트인 에디의 첫 공식 출연으로 유명하지만, 밴드가 음반 발매 전까지 그가 공개되는 것을 원치 않아 그의 얼굴이 가려졌다. 사진 속 청소년 뒤의 벽에는 웨스트햄 유나이티드 FC의 헌정사격인 "Hammers"라는 글자와 함께 스콜피언스, 주다스 프리스트, AC/DC, 섹스 피스톨즈, 레드 제플린 등 여러 밴드명이 스프레이로 그려져 있다.
아이언 메이든의 일본 첫 번째 싱글은 〈Prowler〉를 A-사이드로, 〈Running Free〉를 B-로 했다. 사용된 커버는 〈Sanctuary〉 싱글의 검열된 버전이었다.

## 곡 목록
1980년 7인치 영국 싱글
| #  | 제목             | 작사·작곡                | 재생 시간 |
| -- | ---------------- | ------------------------ | --------- |
| 1. | 〈Running Free〉 | 스티브 해리스, 폴 디애노 | 3:04      |

| #  | 제목                 | 작사·작곡 | 재생 시간 |
| -- | -------------------- | --------- | --------- |
| 2. | 〈Burning Ambition〉 | 해리스    | 2:39      |

1980년 7인치 일본 싱글
| #  | 제목        | 작사·작곡 | 재생 시간 |
| -- | ----------- | --------- | --------- |
| 1. | 〈Prowler〉 | 해리스    | 3:55      |

| #  | 제목             | 작사·작곡      | 재생 시간 |
| -- | ---------------- | -------------- | --------- |
| 2. | 〈Running Free〉 | 해리스, 디애노 | 3:16      |

1985년 7인치 라이브 싱글
| #  | 제목                    | 작사·작곡      | 재생 시간 |
| -- | ----------------------- | -------------- | --------- |
| 1. | 〈Running Free (Live)〉 | 해리스, 디애노 | 3:26      |

| #  | 제목                 | 작사·작곡                     | 재생 시간 |
| -- | -------------------- | ----------------------------- | --------- |
| 2. | 〈Sanctuary (Live)〉 | 해리스, 데이브 머레이, 디애노 | 4:38      |

1985년 12인치 라이브 싱글
| #  | 제목                    | 작사·작곡      | 재생 시간 |
| -- | ----------------------- | -------------- | --------- |
| 1. | 〈Running Free (Live)〉 | 해리스, 디애노 | 3:26      |

| #  | 제목                                 | 작사·작곡              | 재생 시간 |
| -- | ------------------------------------ | ---------------------- | --------- |
| 1. | 〈Sanctuary (Live)〉                 | 해리스, 머레이, 디애노 | 4:38      |
| 2. | 〈Murders in the Rue Morgue (Live)〉 | 해리스                 | 4:30      |